# Ноку
Ноку (фр. Nokou) — город и супрефектура в Чаде, расположенный на территории региона Канем. Административный центр департамента Северный Канем.

## Географическое положение
Город находится в западной части Чада, на границе Сахеля и Сахары, на высоте 344 метров над уровнем моря.
Населённый пункт расположен на расстоянии приблизительно 268 километров к северо-северо-западу (NNW) от столицы страны Нджамены.

## Население
По данным официальной переписи 2009 года численность населения Ноку составляла 24 320 человек (12 250 мужчин и 12 070 женщин). Население супрефектуры по возрастному диапазону распределилось следующим образом: 46,8 % — жители младше 15 лет, 47,5 % — между 15 и 59 годами и 5,7 % — в возрасте 60 лет и старше.

## Транспорт
Ближайший аэропорт расположен в городе Мао.